# Plectiscidea oceanica
Plectiscidea oceanica är en stekelart som först beskrevs av Morley 1912.  Plectiscidea oceanica ingår i släktet Plectiscidea och familjen brokparasitsteklar. Inga underarter finns listade i Catalogue of Life.